# Pomla (Poli)
Pour les articles homonymes, voir Pomla.
Pomla est un village du Cameroun situé dans la Région du Nord, dans le département du Faro. Administrativement, il est intégré à l'arrondissement de Poli, chef-lieu du Faro, et au lamidat de Mayo Bantadje.

## Population
Lors du recensement de 2005 réalisé par le Bureau central des recensements et des études de population (BUCREP), 39 habitants y ont été dénombrés.

## Climat
Pomla bénéficie d'un climat tropical avec une saison des pluies qui a lieu durant l'été. La température annuelle moyenne est de 27,3 °C et la précipitation moyenne par an est de 1 181 mm.